# Matern Feuerbacher
Matern Feuerbacher (* um 1484/1485; † spätestens 1567) war ein Anführer der Bauern im Bauernkrieg. Er lebte um 1500 in Großbottwar.

## Lebenslauf und familiäre Verhältnisse
Zu den familiären Verhältnissen des später als Hauptmann des Hellen Christlichen Haufens bekannt gewordenen Matern Feuerbacher ist wenig bekannt. Er wurde wohl um 1484 in Bottwar (heute: Großbottwar) als Sohn des Schultheißen Hans Feuerbacher geboren. Zunächst wurde er als Hofeigentümer, Wirt und Ratsherr in Bottwar genannt. Ab 1525 sind dann seine Taten als Hauptmann der Bauern im Bauernkrieg relativ gut bezeugt. Nach der Schlacht bei Böblingen floh er schließlich nach Rottweil, wo er gefangen genommen und 1527 verklagt wurde. Völlig überraschend und unter vehementen Beschwerden aus Stuttgart wurde er 1528 freigesprochen und ging nach Zürich, wo er am 18. Juli 1529 ohne Zahlung der üblichen Gebühr das Bürgerrecht erlangte. Seine Familie folgte ihm 1530 nach, außerdem wurde sein konfisziertes Eigentum rückerstattet. Um 1539 kehrte er zurück und ließ sich als Küchenmeister am markgräflichen Hof zu Pforzheim nieder, wie sich aus Prozessakten des Gerbers und Rebellenanführers Matthias Angerer ergibt. Bekannt ist weiter, dass er verheiratet war und auch Kinder hatte. Sein Bruder Bernhard Feuerbacher war von 1510 bis 1531 in Esslingen als Bürger, Anwalt, Prokurator, Spitalschreiber und kaiserlicher Notar tätig. Konrad Hardi, ein damaliger Bürgermeister von Bottwar, zählte zu den Verwandten der Feuerbachers.

## Feuerbachers Rolle im Bauernkrieg
Als 1525 seine Heimatstadt Großbottwar zu einem Zentrum des Bauernkriegs wurde, wählten die Bürger der Stadt den Gastwirt am 16. April 1525 am Wunnenstein zu ihrem Anführer. Bald folgten ihm über 8000 Bauern, bekannt als der Helle Christliche Haufen. Auf dem Höhepunkt seines Wirkens unterstehen ihm rund 12.000 Mann und er kontrollierte weite Teile Württembergs inklusive der Hauptstadt Stuttgart. Der Historiker Hans-Martin Maurer nennt Feuerbacher daher auch den „ersten aus Wahlen hervorgegangenen Regenten Württembergs“.
Feuerbacher, dem nicht an einer grundlegenden Änderung der bestehenden sozialen Verhältnisse zwischen arm und reich gelegen war, bemühte sich stets um Mäßigung und setzte sich für Verhandlungen mit der Obrigkeit ein. Zudem hielt er die Bauern unter seinem Kommando von größeren Gewalttaten und Gemetzeln ab. Dafür wurde er oft auch als „schwacher“ Führer kritisiert. Matern Feuerbacher wurde vor der Schlacht bei Böblingen durch den Ritter Schenk von Winterstetten ersetzt, der eine militärische Lösung anstrebte. Nachdem das Bauernheer am 12. Mai 1525 bei Böblingen trotz großer Überzahl eine verheerende Niederlage erlitten hatte, flüchtete er nach Süden, wo er zwei Jahre später in Rottweil verhaftet wurde. Vor Gericht setzten sich jene Fürsten, die er verschont hatte, für ihn ein. Bernhard Feuerbacher war ebenfalls auf Seiten seines Bruders an dem Verfahren beteiligt und nahm u. a. in Esslingen die Aussagen von Matthias Angerer zu Protokoll. Schließlich wurde Matern Feuerbacher nach einem rund 4-monatigen Prozess mangels Beweisen freigesprochen und durfte in die Schweiz ausreisen. Georg von Waldburgs Versuche, den Prozess neu aufzurollen, scheiterten.
Aufgrund seiner gesellschaftspolitischen Haltung wurde Feuerbacher in der DDR negativ, in der BRD hingegen positiv dargestellt.
In Großbottwar ist heute eine Realschule nach ihm benannt.